# Gens Cesonia
La gens Cesonia fue un conjunto de familias de la Antigua Roma que compartían el nomen Cesonio. La primera era una familia de plebeyos de Roma que emergió durante la República tardía y llegó al tiempo imperial temprano. La segunda era una familia itálica ecuestre que apareció durante el siglo segundo.

## Origen de la gens
El nomen Caesonio es un patronímico basado en el praenomen Cesón, el cual debe haber pertenecido al antepasado de la gens. Los Caesonios del segundo y tercer siglo no estaban probablemente relacionados con la gens republicana; se ha especulado que los últimos Caesonios eran de una familia ecuestre, de raíces itálicas, posiblemente provenientes de Antium. En algún momento durante el reinado de la dinastía Severa, la familia habría sido elevada al estatus patricio.